# كلوي كيلي
كلوي كيلي (بالإنجليزية: Chloe Kelly) (5 يناير 1998 بإنجلترا في المملكة المتحدة - ) هي لاعبة كرة قدم بريطانية في مركز الهجوم.

## وصلات خارجية
- هذه المقالة غير مرتبط بويكي بيانات

لا توجد روابط لمواقع التواصل الاجتماعي.